# Angel City Football Club
Pour les articles homonymes, voir Angel.
Maillots
Actualités
Angel City Football Club est un club franchisé américain de soccer féminin basé au BMO Stadium, situé dans le quartier d'Exposition Park à Los Angeles, dans l'État de Californie.
Le club, dont la création a été annoncée en juillet 2020, a intégré la National Women's Soccer League en 2022. Il est ainsi devenu la 12e équipe de ce championnat.
C'est la première équipe féminine professionnelle de soccer de la région de Los Angeles depuis le Sol de Los Angeles qui évoluait en Women's Professional Soccer jusqu'en 2010,.

## Histoire

### Genèse du club
Le 21 juillet 2020, la National Women's Soccer League, l'élite du soccer féminin aux États-Unis, annonce que Los Angeles se verra attribuer une franchise à partir de la saison 2022.
Elle est présentée avec un groupe propriétaire majoritairement féminin dirigé par l'actrice Natalie Portman, l'investisseur en capital-risque Kara Nortman, les entrepreneurs Julie Uhrman et Alexis Ohanian,.
Parmi les autres membres fondateurs de l'équipe figurent la joueuse de tennis professionnelle Serena Williams, les acteurs Uzo Aduba, Jessica Chastain, America Ferrera, Jennifer Garner et Eva Longoria, l'animatrice de talk-show de fin de soirée et youtubeuse Lilly Singh, Casey Neistat et d'anciens membres de l'équipe nationale des États-Unis comprenant Julie Foudy, Mia Hamm, Rachel Van Hollebeke, Shannon Boxx, Amanda Cromwell, Lorrie Fair, Ronnie Fair (en), Joy Fawcett, Angela Hucles, Shannon MacMillan, Tisha Venturini, Saskia Webber, Lauren Holiday et Abby Wambach,,,.
Lors du lancement de l'équipe, il est également annoncé que le nom officiel sera dévoilé avant la fin de l'année, mais qu'ils allaient utiliser « Angel City » comme surnom provisoire,. Des discussions sont en cours pour un accord de stade, notamment avec le Galaxy de Los Angeles de la Major League Soccer.
Lorsque le nom du club a été confirmé comme Angel City FC le 21 octobre 2020, des membres supplémentaires du groupe propriétaire sont annoncés, parmi lesquels l'icône du tennis Billie Jean King, l'ancienne joueuse de tennis et actuelle administratrice de tennis Ilana Kloss, la star de la WNBA Candace Parker, la médaillée d'or olympique de ski alpin et multiple vainqueur de la Coupe du monde Lindsey Vonn et son fiancé, la star de la LNH PK Subban, l'actrice et militante Sophia Bush, la pop star latine Becky G, l'acteur et animateur de télévision James Corden, l'ancienne star de soccer américaine Cobi Jones, le joueur de NFL Ryan Kalil et Natalie Mariduena,,,.

### Controverse sur le nom
L'annonce de la franchise du groupe propriétaire Angel City a provoqué des réactions négatives sur les réseaux sociaux parmi les amateurs de sports féminins et en particulier les fans de roller derby,, en raison de l'existence de l'Angel City Derby (en), une des dix premières organisations de la WFTDA. Bien qu'il soit peu probable que l'équipe de la NWSL se retrouve avec le surnom de « Angel City », l'utilisation du surnom par le groupe de propriété a amené de nombreux internautes à accuser le groupe de négliger intentionnellement la ligue de derby ou à appeler à la groupe pour discuter officiellement et reconnaître la ligue de derby.
Le 21 octobre 2020, le club confirme officiellement qu'il portera le nom de « Angel City Football Club ».

### Débuts en NWSL
Parmi les premières joueuses recrutées par le club angelino, on compte notamment l'internationale canadienne Vanessa Gilles, transférée de Bordeaux, ou encore la star de l'USWNT Christen Press, venue de Manchester United. La première entraîneuse est l'Anglaise Freya Coombe.
Angel City joue son premier match le 29 avril 2022, dans un BMO Stadium à guichets fermés. Le club s'impose 2-1 face au North Carolina Courage grâce à des buts de Vanessa Gilles et Jun Endo.
La franchise californienne termine la saison régulière à la 8e place, à quatre points de la dernière place qualificative pour les play-offs. Sa saison inaugurale aura été compliquée par les blessures de ses stars Christen Press et Sydney Leroux.
Le club obtient le premier choix à la draft 2023 et choisit l'Américaine Alyssa Thompson.
En 2023, après un début de saison difficile, Freya Coombe est limogée.
En juin 2023, l'internationale française Amandine Henry s'engage à Angel City. Elle rejoint sa compatriote Clarisse Le Bihan, déjà au club depuis mars 2022.
En juillet 2024, le club est vendu au PDG de Walt Disney, Bob Iger, pour 250 millions de dollars.

## Bilan saison par saison
Le tableau suivant récapitule le parcours saison par saison d'Angel City en National Women's Soccer League (NWSL).
| Saison | Saison régulière | Saison régulière | Saison régulière | Saison régulière | Saison régulière | Saison régulière | Saison régulière | Position | Playoffs NWSL   | Challenge Cup           | Meilleure buteuse      | Entraîneur(se) |
| Saison | M                | V                | N                | D                | BP               | BC               | Pts              | Position | Playoffs NWSL   | Challenge Cup           | Meilleure buteuse      | Entraîneur(se) |
| ------ | ---------------- | ---------------- | ---------------- | ---------------- | ---------------- | ---------------- | ---------------- | -------- | --------------- | ----------------------- | ---------------------- | -------------- |
| 2022   | 22               | 8                | 5                | 9                | 23               | 27               | 29               | 8e/12    | Non qualifié    | 4e de la division ouest | Savannah McCaskill (7) | Freya Coombe   |
| 2023   | 22               | 8                | 7                | 7                | 31               | 30               | 31               | 5e/12    | Quart de finale | 2e de la division ouest | Savannah McCaskill (6) | Freya Coombe   |
| 2024   | 26               | 7                | 6                | 13               | 29               | 42               | 24               | 12e/14   |                 |                         |                        |                |

## Personnalités du club

### Entraîneurs
Le tableau suivant présente la liste des entraîneurs du club depuis 2022.
| Rang | Entraîneur   | Nationalité | Début        | Fin          | Matchs | Victoires | Nuls | Défaites | % victoires | Palmarès |
| ---- | ------------ | ----------- | ------------ | ------------ | ------ | --------- | ---- | -------- | ----------- | -------- |
| 1    | Freya Coombe | Angleterre  | 23 août 2021 | 15 juin 2023 |        |           |      |          | %           |          |

### Anciennes joueuses
Parmi les anciennes joueuses d'Angel City, on compte notamment :
- Almuth Schult
- Vanessa Gilles

## Structures du club

### Structures sportives

#### Stade
En novembre 2020, il est annoncé que l'équipe jouera ses matchs à domicile au Banc of California Stadium, renommé depuis BMO Stadium,. Le BMO Stadium abrite également le Los Angeles FC.

## Image

### Supporters
Plusieurs groupes de supporters se sont créés pour soutenir le club, comme :
- les Angel City Valkyries
- Mosaic 1781
- Pandemonium
- PodeRosas
- les Relentless Ladies
- Rebellion 99

La base de supporters d'Angel City est a une culture latino et LGBT-friendly.

### Documentaire
En mai 2023, la chaîne américaine HBO diffuse un documentaire sur la genèse de la franchise, nommé "Angel City".

## Rivalités
Angel City entretient une rivalité avec le San Diego Wave, l'autre franchise de Californie du Sud.